# Angerbrode
În mitologia nordică, Angerbrode a fost o femeie jötunn, amantă a zeului Loki. Numele ei se traduce din nordica veche ca cea care aduce durerea sau născătoarea de tristețe. Ea este cunoscută pentru faptul că se trage din neamul giganților de gheață și că practică vrăjitoria. Fiind o vrăjitoare ea își folosește puterile în defavoarea muritorilor. 
Dintre toate lucrurile care se cunosc despre Angerbrode, cel mai cunoscut este faptul că ea împreună cu Loki au dat naștere unora dintre cele mai terifiante monstruozități din mitologia nordică. Printre copii ei făcuți cu Loki se numără Fenris (un lup uriaș), Jormungand (un șarpe marin) și Hel (o femeie jumătate vie, jumătate moartă) .
Acest articol referitor la mitologia nordică  este deocamdată un ciot. Puteți ajuta Wikipedia prin completarea lui!
1. 1 2 3  Cassell's Dictionary of Norse Myth & Legend (2002 edition)[*], p. 34 Verificați valoarea |titlelink= (ajutor)
2. ↑  IeSBE / Ghellia[*] Verificați valoarea |titlelink= (ajutor)
3. ↑  IeSBE / Ghel, v mifologii[*] Verificați valoarea |titlelink= (ajutor)